# Flowboard

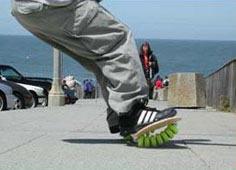
Flowboard

Das Flowboard ist eine Form des Skateboards, welche die Eigenschaften eines Snowboards nachzuahmen versucht. Dabei geht es insbesondere um das Carven.

## Aufbau und Funktionsweise
Das Flowboard besteht aus einem skateboardähnlichen Deck, an dem vorn und hinten metallene Bögen mit je etwa sieben Rollen befestigt sind. Durch diese Bögen kann das Deck den Winkel zur Straße verändern und es können Carving-Bewegungen ausgeführt werden. Das Flowboard kann wie ein normales Skateboard verwendet werden oder wie ein Snowboard beim Downhillfahren.
Die ersten Prototypen wurden 1993 gebaut und 1994 patentrechtlich geschützt.

## Benutzung
Durch den Aufbau mit den an den Metallbögen befestigten Rollen ist es möglich das Bord bis zu 45° zur Straße zu neigen. Dadurch können sehr weite Carvingbewegungen ausgeführt werden. Zum Vergleich: Ein normales Skateboard neigt sich etwa 25° zur Straße. Beim Fahren berühren üblicherweise nur zwei bis vier Rollen den Boden.

## Videoclip
- music video with flowboarding
- flowboarding shown - youtube